# Contrail·luminació

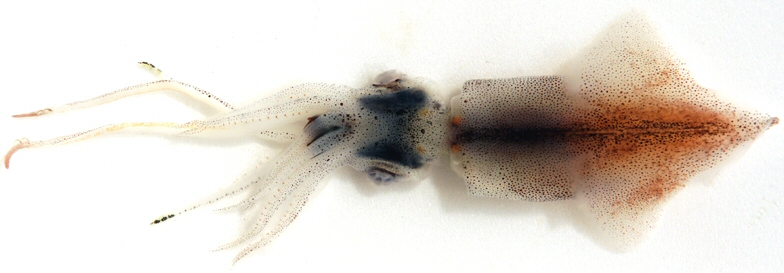
Watasenia scintillans utilitza la bioluminescència per il·luminar la seva part inferior de tal manera que coincideixi la brillantor de la superfície del mar de sobre seu.

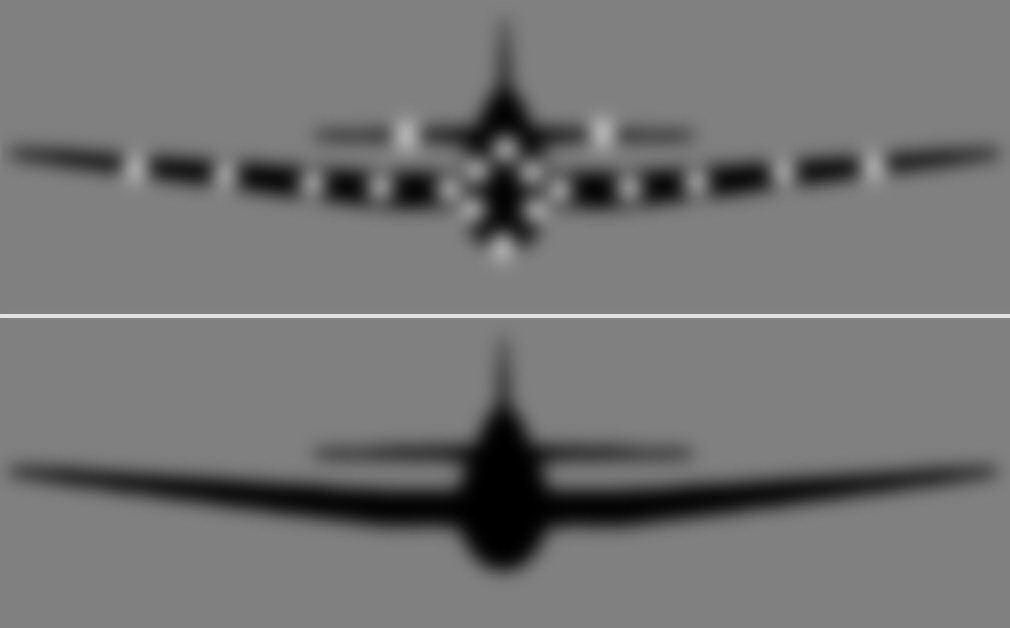
El Llums de Yehudi incrementava la brillantor mitjana de l'aeronau per canviar la forma fosca a una forma amb la mateixa brillantor que el cel.

La contrail·luminació és un mètode de camuflatge mitjançant el qual un animal (o també un vehicle militar) produeix llum amb l'objectiu de confondre's amb un fons il·luminat tal com la superfície oceànica o el cel. Es diferencia del contraombreig pel fet que tan sols utilitza pigment –com la pintura del vehicle o la melanina de la pell de l'animal– per "pintar" l'aparició d'ombres. Afegint una quantitat determinada de llum mitjançant bioluminescència o làmpades controlades electrònicament, la contrail·luminació pot arribar a aconseguir coincidir de manera exacta amb la brillantor del fons, la qual cosa converteix aquest mètode de camuflatge en més efectiu que el contraombreig. Com que la contrail·luminació permet que s'ajusti la intensitat de la llum generada, el camuflatge pot ser adaptat activament a les variacions de llum i de fons.
La contrail·luminació és un dels mètodes dominants del camuflatge d'organismes marins, juntament amb la transparència i la reflexió. Tots tres mètodes fan que els animals en aigües obertes s'assemblin al seu entorn.